# NGC 3714
NGC 3714 est une vaste galaxie spirale (barrée ?) située dans la constellation de la Grande Ourse. NGC 3714 a été découverte par l'astronome germano-britannique William Herschel en 1785.

## Caractéristiques
Sa vitesse par rapport au fond diffus cosmologique est de 7 363 ± 21 km/s, ce qui correspond à une distance de Hubble de 108,6 ± 7,6 Mpc (∼354 millions d'al).

### Identification
Selon le professeur Seligman, cette galaxie a aussi été observée par l'astronome britannique John Herschel le 26 mars 1827 et elle a été inscrite au catalogue NGC sous la cote NGC 3712. Wolfgang Steinicke soutient aussi que NGC 3712 et NGC 3714 sont une seule et même galaxie. Cependant, les autres sources consultées associent la NGC 3712 à la galaxie PGC 35507.

### Classification
Les avis diffèrent sur la classification de NGC 3714, irrégulière selon la base de données NASA/IPAC et lenticulaire selon la base de données HyperLeda, mais l'image obtenue des données de l'étude SDSS montre assez nettement la présence d'au moins deux bras spiraux.

### Radiogalaxie
Selon la base de données Simbad, NGC 3714 est une radiogalaxie.

## Paire de galaxies
Les galaxies NGC 3713 et NGC 3614 forment une paire de galaxies.